# Amytta planicollis
Amytta planicollis är en insektsart som beskrevs av Lucien Chopard 1954. Amytta planicollis ingår i släktet Amytta och familjen vårtbitare. Inga underarter finns listade i Catalogue of Life.